# 1646 Rosseland
1646 Rosseland је астероид главног астероидног појаса чија средња удаљеност од Сунца износи 2,360 астрономских јединица (АЈ).
Апсолутна магнитуда астероида је 11,82.